# Salvador Novo
Salvador Novo López, né le 30 juillet 1904 à Mexico et mort dans cette ville le 13 janvier 1974, est un écrivain, poète, dramaturge, scénariste et traducteur, présentateur de télévision et chroniqueur mexicain.
Il a fait partie de Los Contemporáneos, un groupe d'écrivains mexicains, ainsi que de l'Académie mexicaine de la langue.

## Œuvres
- 1925 – XX Poemas
- 1933 – Nuevo amor (Nouvel Amour)
- 1933 – Espejo (Miroir)
- 1934 – Seamen Rhymes
- 1934 – Romance de Angelillo y Adela
- 1934 – Poemas proletarios
- 1934 – Never ever
- 1937 – Un poema
- 1938 – Poesías escogidas (Poèmes choisis)
- 1944 – Nuestra tierra (Notre terre)
- 1945 – Florido laude
- 1945 – La estatua de sal (La statue de sel)
- 1955 – Dieciocho sonetos (Dix-huit Sonnets)
- 1955 – Sátira, el libro ca...
- 1961 – Poesía
- 1962 – Breve historia de Coyoacán
- 1967 – Historia gastronómica de la Ciudad de México (Histoire gastronomique de Mexico)
- 1967 – Imagen de una ciudad (Image d'une ville)
- 1968 – La Ciudad de México en 1867
- 1971 – Historia y leyenda de Coyoacán

### Théâtre
- Don Quijote (1947)
- Astucia (1948)
- La culta dama (1948) (La Dame cultivée a inspiré le film mexicain du même titre, réalisé en 1957 par Rogelio A. González Jr.[1]
- A ocho columnas (Eight Columns) (depuis 1953)
- Diálogos (Dialogues)
- Yocasta o casi (Jocaste ou presque)
- Cuauhtémoc (Cuauhtémoc)
- La guerra de las gordas (La guerre des grosses)
- Ha vuelto Ulises (Ulises est revenu)
- El sofá (Le Sofa)
- El espejo encantado (Le Miroir enchanté)

## Filmographie partielle
- 1947: Todo un caballero de Miguel M. Delgado